# 만다라산

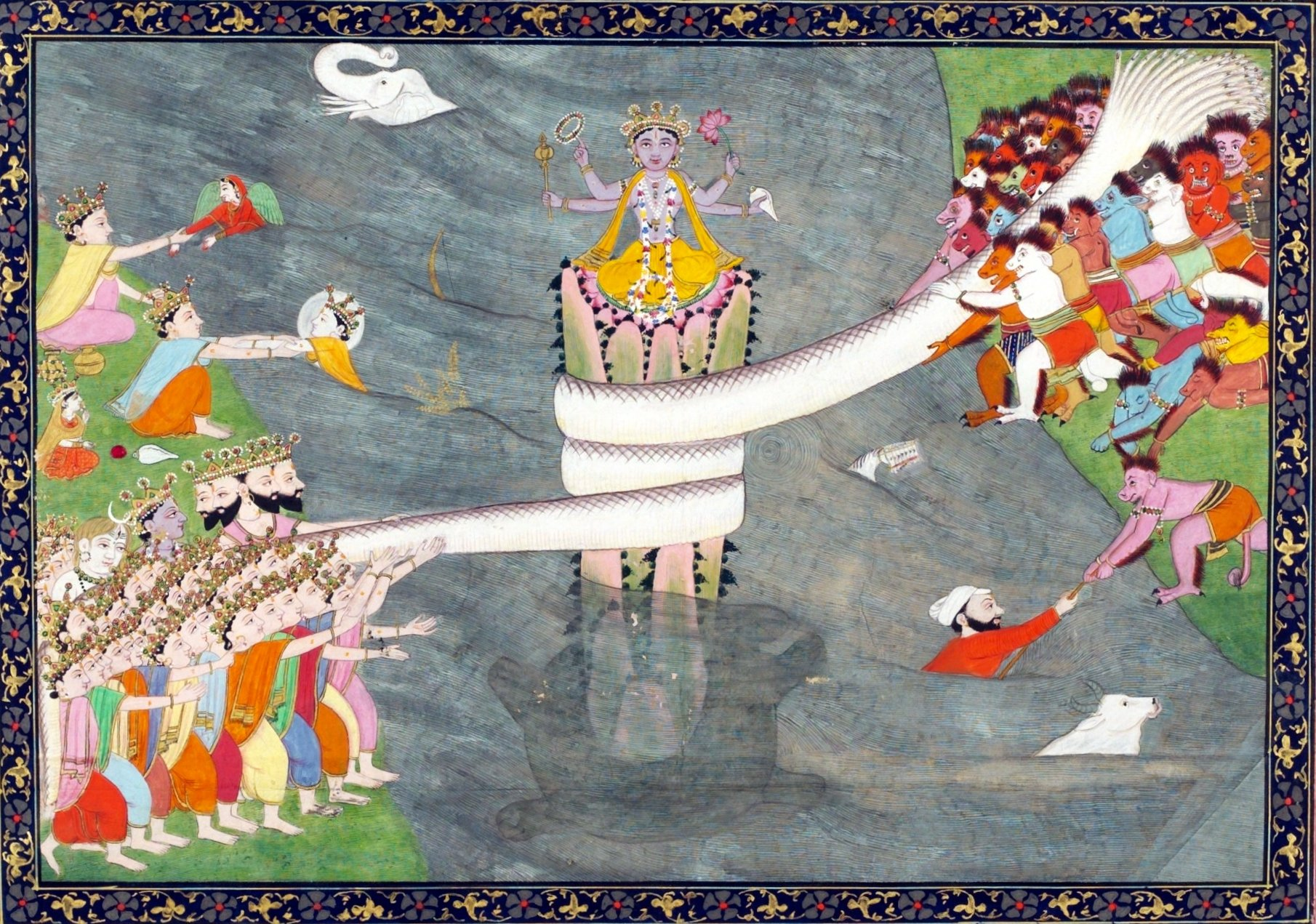
기원전 1870년경, 쿠르마가 사무드라 만타나 중 우유 바다를 휘젓기 위해 만다라산 아래에 있고, 바수키가 그 주위에 감겨 있다.

만다라산(산스크리트어: मन्दर, मन्दार; mandara, mandāra)은 힌두교 푸라나의 사무드라 만타나 에피소드에 나오는 산의 이름으로, 우유 바다를 휘젓는 막대로 사용되었다. 시바의 뱀인 바수키는 한쪽은 아수라 팀이, 다른 한쪽은 데바 팀이 당기는 밧줄 역할을 하겠다고 자원했다. 푸라나는 이 언덕에 있는 다양한 신성한 장소들을 언급하며, 이 장소들은 또한 아바타 크리슈나가 마두수다나 또는 마두라는 아수라를 파괴한 자로서 거처했던 곳으로 믿어지는데, 마두는 크리슈나에 의해 살해된 후 만다라산으로 덮였다.

## 문학
칼리다사의 쿠마라삼바바는 만다라산의 비탈에 있는 비슈누의 발자국을 언급한다. 이 언덕은 지나간 시대의 유물들로 가득하다. 비문과 조각상 외에도 다양한 브라만 이미지를 묘사한 수많은 바위 조각상이 있다. 이 언덕은 12번째 티르탕카라인 슈리 바수푸지야가 이 언덕 정상에서 열반을 얻었다고 믿는 자이나교도 똑같이 숭배한다.

## 묘사

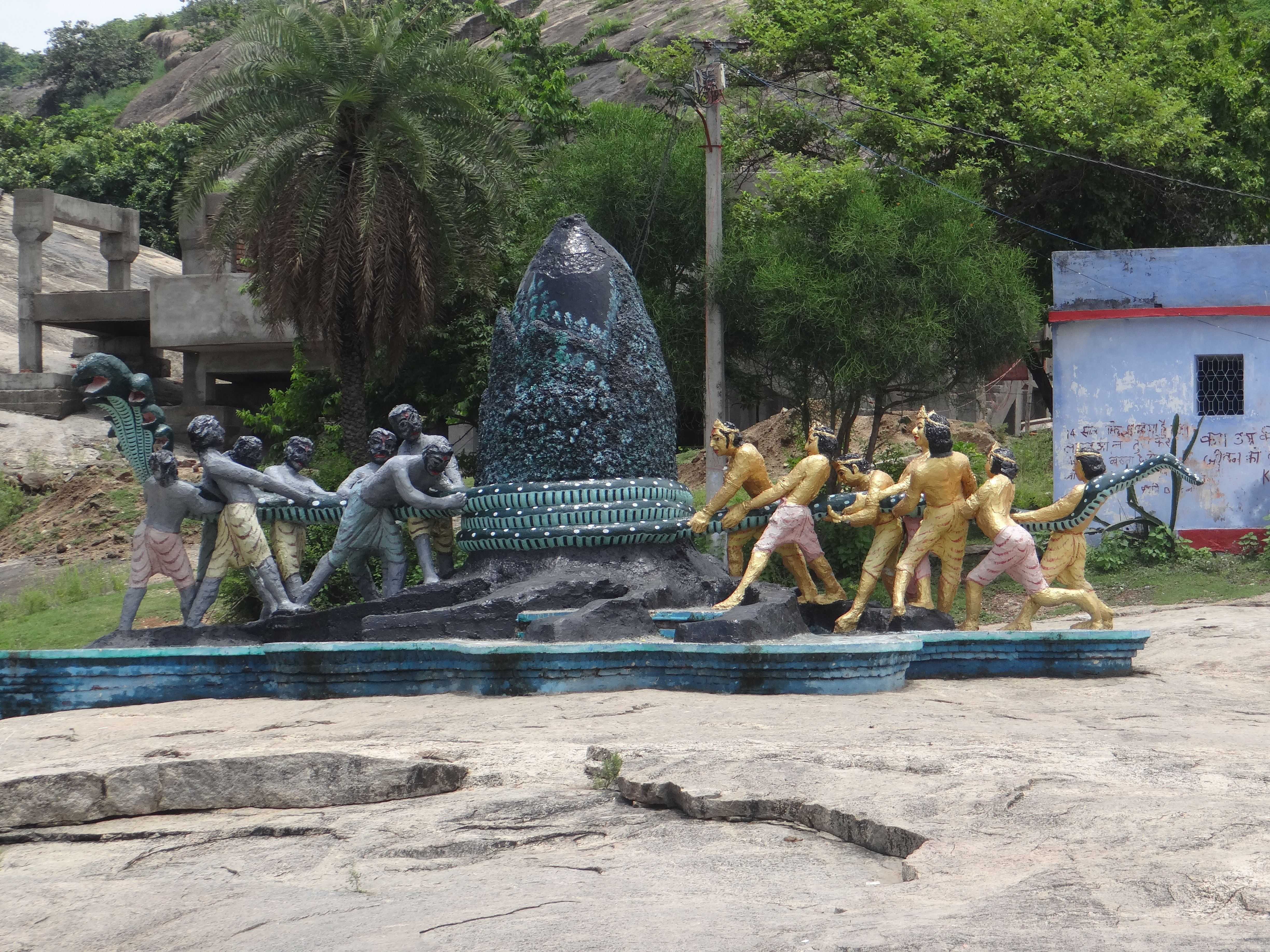
대양 휘젓기에 사용된 만다라산의 묘사

사무드라 만타나의 묘사는 크메르 예술에서 매우 인기를 얻었는데, 아마도 그들의 창조 신화에 나가 조상이 포함되어 있기 때문일 것이다. 이는 크메르와 태국 예술 모두에서 인기 있는 모티프이며, 가장 극적인 묘사 중 하나는 앙코르 와트의 내부 벽 주위에서 볼 수 있는 여덟 개의 프리즈 중 하나이다. 다른 프리즈로는 쿠루크셰트라 전투, 수리야바르만의 군사 검토, 천국과 지옥의 장면, 비슈누와 아수라 간의 전투, 크리슈나와 바나수라 간의 전투, 신들과 아수라 간의 전투, 그리고 랑카 전투가 있다.